# Jaguar F-Type
Jaguar F-Type — двухместный родстер от Jaguar Cars, который поступил в продажу в 2013 году. Является преемником одного из самых популярных спорткаров прошлого века — Jaguar E-Type. В течение разработки конкурента таких знаменитых родстеров, как Mercedes-Benz SLK-класс и BMW Z4 носил имя X152. Также есть купе и полноприводная версии автомобиля, а в будущем должна появиться гибридная модификация. Продажи начались в мае 2013 года в Великобритании по цене 58500 — 79950 £.
За несколько недель продаж фирма распродала половину планируемого годового объёма.

## Появление

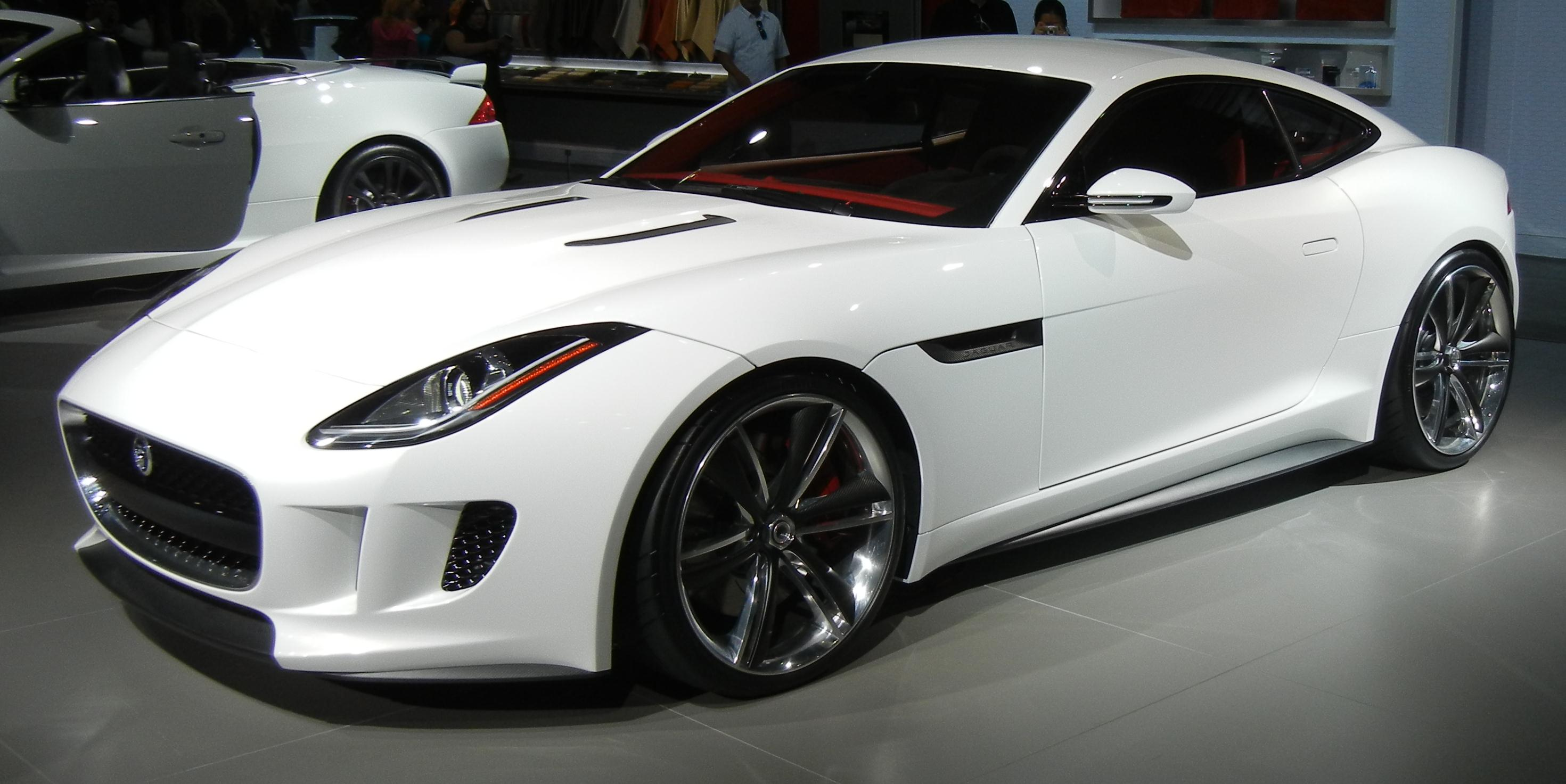
Jaguar C-X16

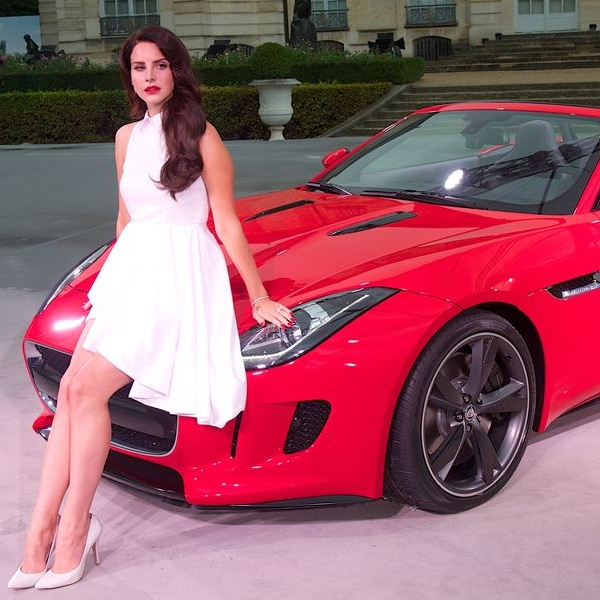
F-Type и Лана Дель Рей

Первая информация о намерениях выпустить идеологического потомка знаменитого Jaguar E-Type появилась незадолго до присоединения компании к Tata Motors, в феврале 2008 года, тогда-же стало известно имя преемника и то, что Jaguar уже давно хотят выпустить наследника, но у них не хватает денег. Однако выпустить F-Type к 2010 году не получилось, и его дебют был перенесён на 2013 год. Тем не менее, информация о нём постепенно пополнялась: в 2010 году стало известно о двигателе, а в 2012 — когда будет представлена модель. Предпосылкой к выпуску модели послужил концепт-кар C-X16, анонсированный в 2011 и показанный на Франкфуртском автосалоне в сентябре 2011 года. Конечная версия была показана на Парижском мотор-шоу 2012 года.
В августе 2012 года Jaguar Cars было заявлено, что в рекламной кампании F-Type будет участвовать певица и автор-исполнитель Лана Дель Рей.

## Характеристики

### Кузов
F-Type построен на укороченной платформе последнего поколения Jaguar XK. Пространственный кузов полностью состоит из алюминиевого сплава AC300 и весит всего 261 кг. Технология его изготовки, применяемая также на Range Rover Evoque, позволяет снизить энергозатраты на 75 %, повысить жесткость кузова примерно на 30 %, а также снизить уровень шума и вибраций, который снижены также из-за двойной перегородки двигателя и специальной прокладки между кузовом и подвеской. Матерчатая крыша с алюминиевым каркасом имеет электропривод, позволяющий складывать её за 12 секунд на скорости до 50 км/ч. По оценкам Jaguar, мягкий верх не только позволяет снизить массу автомобиля (которая и так довольно большая), но и центр масс, плюс увеличить тепло- и шумоизоляцию по сравнению с твёрдой крышей.

### Силовые установки и подвеска
На выбор покупателя 3 суперчарджер бензиновых двигателя — 3-литровый V6 с мощностью 335 или 375 (S) лошадиных сил, либо 5-литровый V8, развивающий 495 лошадиных сил (V8S). Все они агрегатируются 8-ступенчатой автоматической коробкой передач Quickshift, однако имеют разные передаточные числа. Версии S и V8S имеют соответственно самоблок повышенного трения и дифференциал, блокируемый при помощи фрикционной муфты. Также их легко различить по выхлопной трубе — у V6 сдвоенные патрубки посередине, а у V8 —
по бокам.
Подвеска автомобиля, как и кузов, состоит из алюминия. Электроника отслеживает ускорение, нажатие на педали, сопротивление движению и стиль вождения, подстраиваясь под водителя. Всего она имеет 25 вариантов поведения в зависимости от погодных условий и стиля вождения. Разбалансированность массы автомобиля по осям — 50:50.
- Размерность колёс — R18
- Передняя подвеска — независимая, на двойных поперечных рычагах, пружинная
- Задняя подвеска — независимая, на двойных поперечных рычагах, пружинная
- Рулевое управление — шестерня-рейка с гидроусилителем
- Передние тормоза — дисковые, вентилируемые (размер — 355 мм, 380 мм (V8S))
- Задние тормоза — дисковые (размер — 326 мм, 355 мм (S), 380 мм (V8S)).

### Сравнительная таблица версий автомобиля
| Привод                   | RWD       | RWD       | RWD       | RWD       | RWD       | RWD       | AWD       | AWD       | AWD       | AWD       |
| Версия                   | V6        | V6        | V6 S      | V6 S      | V8 (S) R  | V8 (S) R  | V6 S      | V6 S      | V8 R      | V8 R      |
| ------------------------ | --------- | --------- | --------- | --------- | --------- | --------- | --------- | --------- | --------- | --------- |
| Тип кузова               | Родстер   | Купе      | Родстер   | Купе      | Родстер   | Купе      | Родстер   | Купе      | Родстер   | Купе      |
| Мощность (л.с и Нм)      | 340 (450) | 340 (450) | 380 (460) | 380 (460) | 495 (625) | 550 (680) | 380 (460) | 380 (460) | 550 (680) | 550 (680) |
| Разгон (0-100 км/ч)      | 5,3       | 5,3       | 5.        | 5.        | 4,3       | 4,2       | 5,1       | 5,1       | 4,1       | 4,1       |
| Макс. скорость (км/ч)    | 260       | 260       | 275       | 275       | 300       | 300       | 275       | 275       | 300       | 300       |
| Выбросы CO2 (гр/км)      | 209       | 209       | 213       | 213       | 259       | 255       | 211       | 211       | 269       | 269       |
| Расход топлива (л/100км) | 8,4       | 8,4       | 8,6       | 8,6       | 11,1      | 10,7      | 8,9       | 8,9       | 11,3      | 11,3      |
| Масса (кг)               | 1597      | 1577      | 1615      | 1594      | 1670      | 1650      | 1694      | 1674      | 1745      | 1730      |

### Интерьер и оснащение

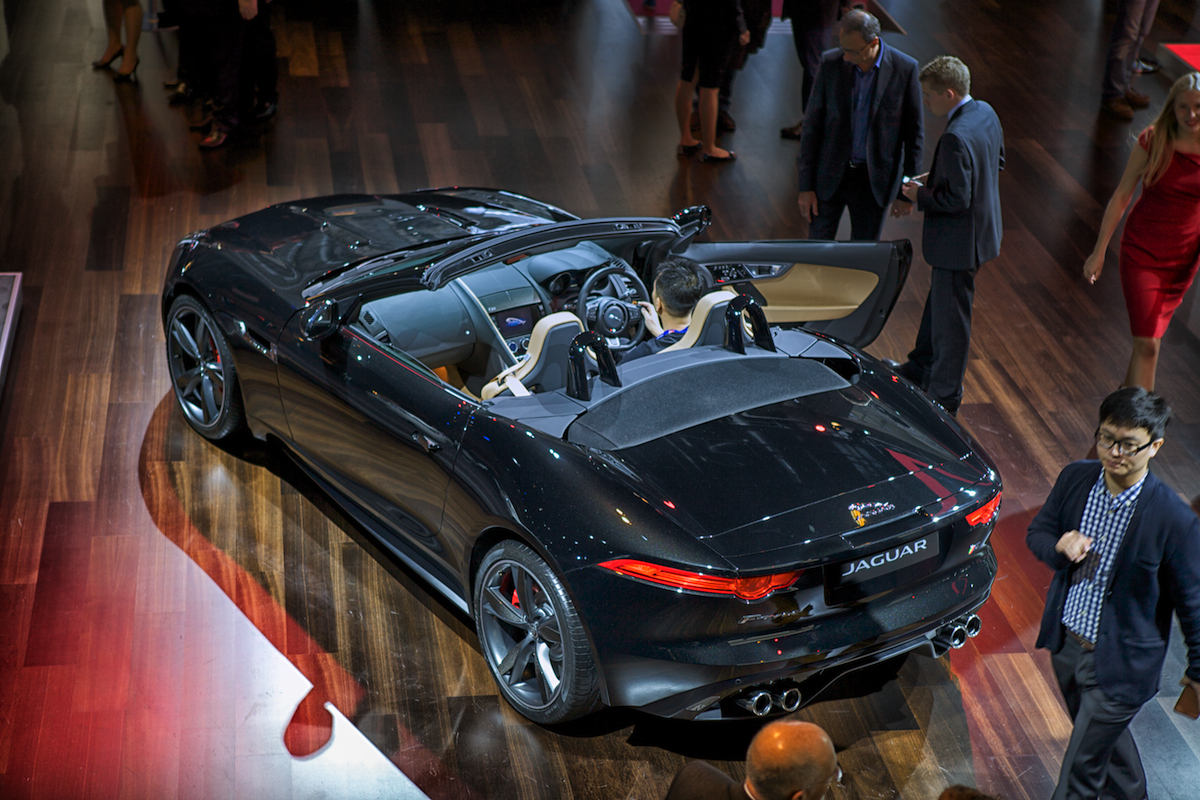
Интерьер

Интерьер F-Type имеет много интересных решений, таких как выезжающие из консоли дефлекторы обдува, поручень, визуально разделяющий переднюю часть салона на 2 части. Автомобиль не лишён таких деталей, как сенсорный 6,8-дюймовый дисплей, мультифункциональный трёхспицевый руль, отделанный чёрной алькантарой и урезанный снизу у S-версий, кожаный салон, мультимедиа система Meridian мощностью 380 Вт с 10 динамиками или 770 Вт и с 12 динамиками и тд.
Также F-Type оснащается системой «старт-стоп», снижающей расход топлива на 5 %, биксеноновыми фарами у базовой версии и светодиодными у старших, активной выхлопной системой, системой распознавания поворотов Corner Recognition, которая держит выбранную передачу до завершения поворота, выдвижные спойлер (из композитного материала, выдвигается на скорости 96 км/ч, убирается на 64 км/ч и увеличивает прижимную силу на 120 кг) и дверные ручки и др. Багажник, объём которого не зависит от положения крыши, сконфигурирован под сумку для гольфа или объём нескольких чемоданов разного размера.
Из систем безопасности F-Type имеет отключаемый электронный контроль устойчивости, 4 подушки безопасности, травмобезопасный капот, «выстреливающий» вперёд, чтобы погасить энергию удара, и тп.

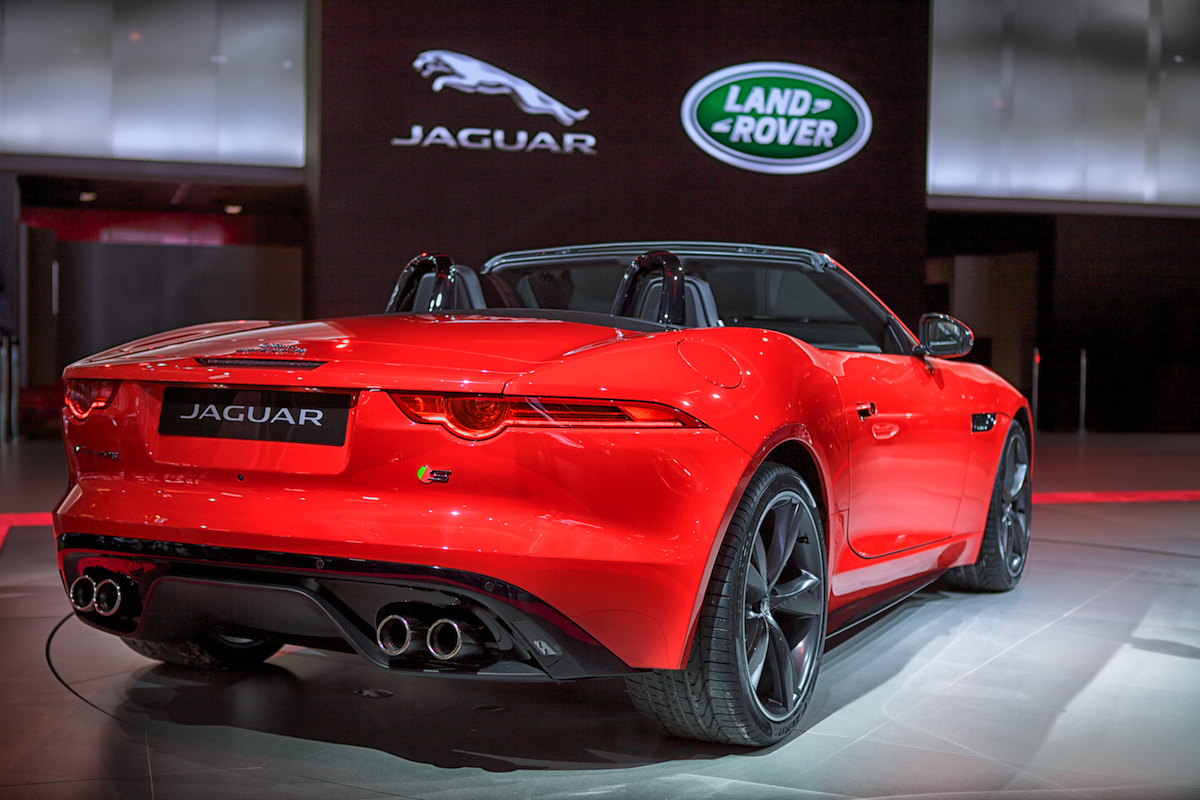
Вид сзади

### Прощальная версия
11 октября 2022 года компания Jaguar представила прощальную версию F-Type с бензиновым двигателем, она посвящена 75-летию спорткаров. У автомобиля будут логотипы спецверсии, окраска Giola Green, 20-дюймовые черные колеса, с черными ступичными колпачками, эмблемами R и R-Dynamic черного и серого цветов. Спорткары будут доступны с двухлитровым турбомотором мощностью 300 лошадиных сил с задним приводом, а также пятилитровым двигателем V8 мощностью, мощностью 450 и 575 лошадиных сил, у версии R с полным приводом.  Автомобиль поступит в продажу в 2023 году, а в 2025 году автомобили этого модельного ряда станут электрическими.